# Waldemar Kryger
Waldemar Kryger, né le 8 novembre 1968 à Poznań (Pologne), est un footballeur polonais, qui évoluait au poste de défenseur au Lech Poznań et au VfL Wolfsburg ainsi qu'en équipe de Pologne.
Kryger marque un but lors de ses cinq sélections avec l'équipe de Pologne entre 1997 et 1998.

## Carrière
- 1991-1997 :  Lech Poznań
- 1997-2002 :  VfL Wolfsburg
- 2002-2004 :  Lech Poznań[1]

## Palmarès

### En équipe nationale
- 5 sélections et 1 but avec l'équipe de Pologne entre 1997 et 1998.

### Avec le Lech Poznan
- Vainqueur du Championnat de Pologne en 1990 et 1992.
- Vainqueur de la Coupe de Pologne en 2004.
- Vainqueur de la Supercoupe de Pologne en 1990, 1992 et 2004.